# Gilbert och den kemystiska ön
Gilbert och den kemystiska ön är ett datorspel utvecklat av PIR New World Media AB, efter en idé av Cici Rüetschi, som utgavs 1998 av Snille Publishing AB . Efter ett uppköp av varumärke och licens utgavs spelet igen av Levande Böcker.
Handlingen följer draken Gilbert, som kraschlandar på en ö. Farkosten, hans ägg, sprids som skal för vinden. För att komma därifrån behöver Gilbert lösa olika kemibetingade problem för att återfå sina äggskal, som de boende på ön använder som bland annat parabol och kaffekopp. Spelet är skapat i ett samarbete med Kemifrämjandet för att stimulera skolbarns intresse i kemi, och inkluderade en digital manual med kemiexperiment som lärare och föräldrar kunde använda som lärounderlag. 

## Internationella utgåvor
Spelet har utgetts på totalt 5 språk – svenska, norska, danska, finska och engelska – och har följande titlar och undertitlar:
- Svenska – Gilbert och den kemystiska ön (En otrolig resa in i kemins värld!)
- Norska – Gilbert og den mystiske kjemiøya (En utrulig reise inn i kjemiens verden!)
- Danska – Gilbert og den kemystiske ø (En utrolig rejse i kemiens verden!)
- Finska – Gilbert ja kemystinen saari (Huikea matka kemian maailmaan!)
- Engelska – Gilbert and the chemystical island (An adventure in the world of chemistry!)

### Skillnader mellan utgåvor
- Den svenska utgåvan från Snille Publishing AB har en manlig berättarröst i introt medan utgåvan från Levande Böcker har en kvinnlig berättarröst.
- I den norska utgåvan från Snille Publishing AB har Gilbert redan tre föremål från start: läppstift, grönsåpa och rostskyddsmedel. Följande tillgängliga föremål har därför ingen funktion i spelet: tändsticksask, handduk, matolja och lut. En bugg i spelet innebär också att Grundämnessorteraren, en maskin som säger vilket eller vilka grundämnen som ett föremål består av, inte fungerar med föremålen degel och heliumballong. Buggen hindrar däremot inte spelaren från att slutföra spelet.